# Campeonato de fútbol de San Martín (Francia) 2016
El Campeonato de fútbol de San Martín 2016 fue  la edición número 46 del Campeonato de fútbol de San Martín (Francia).

## Formato
En el torneo participarán 6 equipos que jugarán dos veces entre sí mediante el sistema todos contra todos, totalizando 10 partidos cada uno. Después de las primeras 10 jornadas, los equipos serán divididos en dos grupos: en uno los pares y otro los impares. Dentro de cada grupo jugarán una vez más contra sus rivales, accediendo a las semifinales los dos primeros.
El ganador de la final, así como el perdedor, podrán participar del Campeonato de Clubes de la CFU 2017.
Se asignarán cuatro puntos por victoria, dos por empate y uno por derrota.

## Temporada regular
Actualizado el 14 de octubre de 2016.
| Pos. | Equipo            | PJ | PG | PE | PP | GF | GC | DG  | Pts. | Clasificado a |
| ---- | ----------------- | -- | -- | -- | -- | -- | -- | --- | ---- | ------------- |
| 1    | FC Marigot        | 10 | 8  | 1  | 1  | 27 | 10 | +17 | 35   | Grupo impares |
| 2    | Junior Stars      | 10 | 6  | 2  | 2  | 25 | 12 | +13 | 30   | Grupo pares   |
| 3    | Concordia         | 10 | 5  | 0  | 5  | 27 | 18 | +9  | 25   | Grupo impares |
| 4    | Saint-Louis Stars | 10 | 3  | 2  | 5  | 13 | 24 | -11 | 20   | Grupo pares   |
| 5    | United Stars      | 10 | 2  | 3  | 5  | 15 | 25 | -10 | 17   | Grupo impares |
| 6    | Orléans Attackers | 10 | 1  | 2  | 7  | 5  | 23 | -18 | 9    | Grupo pares   |

## Grupos semifinales
Actualizado el 14 de octubre de 2016.

### Grupo impares
| Pos. | Equipo       | PJ | PG | PE | PP | GF | GC | DG | Pts. | Clasificado a |
| ---- | ------------ | -- | -- | -- | -- | -- | -- | -- | ---- | ------------- |
| 1    | Concordia    | 2  | 2  | 0  | 0  | 5  | 0  | +5 | 8    | Play-offs     |
| 2    | FC Marigot   | 2  | 1  | 0  | 1  | 2  | 3  | -1 | 5    | Play-offs     |
| 3    | United Stars | 2  | 0  | 0  | 2  | 0  | 4  | -4 | 2    |               |

### Grupo pares
| Pos. | Equipo            | PJ | PG | PE | PP | GF | GC | DG | Pts. | Clasificado a |
| ---- | ----------------- | -- | -- | -- | -- | -- | -- | -- | ---- | ------------- |
| 1    | Junior Stars      | -  | -  | -  | -  | -  | -  | -  | -    | Play-offs     |
| 2    | Saint-Louis Stars | -  | -  | -  | -  | -  | -  | -  | -    | Play-offs     |
| 3    | Orléans Attackers | -  | -  | -  | -  | -  | -  | -  | -    |               |

## Play-offs
Actualizado el 14 de octubre de 2016.

### Semifinales
| Local      | Resultado | Visitante         | Fecha              | Ciudad  |
| ---------- | --------- | ----------------- | ------------------ | ------- |
| Concordia  | 4 - 3     | Saint-Louis Stars | 13 de mayo de 2016 | Marigot |
| FC Marigot | w/o       | Junior Stars      | -                  | Marigot |

### Tercer puesto
| Local             | Resultado | Visitante    | Fecha      | Ciudad  |
| ----------------- | --------- | ------------ | ---------- | ------- |
| Saint-Louis Stars | w/o       | Junior Stars | 22 de mayo | Marigot |

### Final
| Local     | Resultado | Visitante  | Fecha      | Ciudad  |
| --------- | --------- | ---------- | ---------- | ------- |
| Concordia | 3 - 1     | FC Marigot | 22 de mayo | Marigot |

| Concordia Campeón 2.º título |